# Пол, Алан
Алан Марк Пол (англ. Alan Mark Poul; род. 1 мая 1954) — американский продюсер и режиссёр кино и телевидения.

## Карьера
Пол работал исполнительным продюсером сериала канала HBO, «Клиент всегда мёртв», где он сделал свой режиссёрский дебют. Он является режиссёром четырёх эпизодов сериала со второго по пятый сезоны.
Он позже снял пилотный эпизод сериала «Город свингеров» канала CBS, для которого он в целом снял четыре эпизода. Он также снял романтическую комедию 2010 года для CBS Films под названием «План Б».
Он подписал новый контракт с HBO в апреле 2011 года. Он стал исполнительным продюсером телесериала «Новости» Аарона Соркина. Он также снял 5 эпизодов шоу в первых двух сезонах.

## Фильмография
| Фильмы - Чёрный дождь / Black Rain (1989) - Кэндимэн / Candyman (1992) - Ускользающий идеал / 'Til There Was You (1997) - Кровавый четверг / ' Thursday (1998) Телевидение - Моя так называемая жизнь / My So-Called Life (1994–1995) - Клиент всегда мёртв / Six Feet Under (2001–2005) - Город свингеров / Swingtown (2008) - Восприятие / Perception - Благочестивые стервы / Good Christian Bitches | - Клиент всегда мёртв / Six Feet Under (2001) 4 эпизода: - эпизод 2.10 "The Secret" (2002) - эпизод 3.04 "Nobody Sleeps" (2003) - эпизод 4.05 "That's My Dog" (2004) - эпизод 5.04 "Time Flies" (2005) - Рим / Rome (2005), 2 эпизода: - эпизод 1.06 "Egeria" (2005) - эпизод 2.03 "These Being the Words of Marcus Tullius Cicero" (2007) - Большая любовь / Big Love (2006) 2 эпизода: - эпизод 1.11 "Where There's a Will" (2006) - эпизод 2.03 "Reunion" (2007) - Город свингеров / Swingtown (2008) 4 эпизода: - эпизод 1.01 "Pilot" (2008) - эпизод 1.02 "Love Will Find a Way" (2008) - эпизод 1.08 "Puzzlerama" (2008) - эпизод 1.13 "Take It To The Limit" (2008) - Новости / The Newsroom (2012–13), 5 эпизодов: - эпизод 1.04 "I'll Try to Fix You" (2012) - эпизод 1.09 "The Blackout Part II: Mock Debate" (2012) - эпизод 2.01 "First Thing We Do, Let's Kill All the Lawyers" (2013) - эпизод 2.05 "News Night with Will McAvoy" (2013) - эпизод 2.09 "Election Night, Part II" (2013) |